# Associazione Calcio Torino 1974-1975
Questa voce raccoglie le informazioni riguardanti l'Associazione Calcio Torino nelle competizioni ufficiali della stagione 1974-1975.

## Società
- Presidente:
  - Orfeo Pianelli
- Segretario:
  - Giuseppe Bonetto
- Medico sociale:
  - Cesare Cattaneo

- Massaggiatore:
  - Bruno Colla
- Allenatore:
  - Edmondo Fabbri

## Rosa
| N. |                   | Ruolo | Calciatore           |
| -- | ----------------- | ----- | -------------------- |
|    | Italia (bandiera) | P     | Luciano Castellini   |
|    | Italia (bandiera) | P     | Giuliano Manfredi    |
|    | Italia (bandiera) | P     | Antonio Pigino       |
|    | Italia (bandiera) | D     | Vito Callioni        |
|    | Italia (bandiera) | D     | Angelo Cereser       |
|    | Italia (bandiera) | D     | Marino Lombardo      |
|    | Italia (bandiera) | D     | Roberto Mozzini      |
|    | Italia (bandiera) | D     | Giuseppe Pallavicini |
|    | Italia (bandiera) | D     | Nello Santin         |
|    | Italia (bandiera) | C     | Aldo Agroppi         |

| N. |                   | Ruolo | Calciatore                 |
| -- | ----------------- | ----- | -------------------------- |
|    | Italia (bandiera) | C     | Giorgio Ferrini (capitano) |
|    | Italia (bandiera) | C     | Emiliano Mascetti          |
|    | Italia (bandiera) | C     | Giovanni Roccotelli        |
|    | Italia (bandiera) | C     | Claudio Sala               |
|    | Italia (bandiera) | C     | Roberto Salvadori          |
|    | Italia (bandiera) | C     | Renato Zaccarelli          |
|    | Italia (bandiera) | A     | Francesco Graziani         |
|    | Italia (bandiera) | A     | Paolino Pulici             |
|    | Italia (bandiera) | A     | Giovanni Quadri            |
|    | Italia (bandiera) | A     | Ferdinando Rossi           |

## Calciomercato

### Sessione estiva
| Acquisti | Acquisti            | Acquisti            | Acquisti                      |
| R.       | Nome                | da                  | Modalità                      |
| -------- | ------------------- | ------------------- | ----------------------------- |
| P        | Giuliano Manfredi   | Parma               | definitivo                    |
| D        | Paolo Beruatto      | Asti                | fine prestito                 |
| D        | Vito Callioni       | Como                | definitivo                    |
| D        | Nello Santin        | Sampdoria           | definitivo (405.000.000 £)    |
| C        | Giovanni Roccotelli | Avellino            | definitivo                    |
| C        | Renato Zaccarelli   | Verona              | fine prestito (170.000.000 £) |
| A        | Giovanni Quadri     | Unione Valdinievole | definitivo                    |
| A        | Ferdinando Rossi    | Ternana             | fine prestito                 |

| Cessioni | Cessioni             | Cessioni  | Cessioni   |
| R.       | Nome                 | a         | Modalità   |
| -------- | -------------------- | --------- | ---------- |
| D        | Paolo Beruatto       | Ivrea     | prestito   |
| D        | Natalino Fossati     | Sampdoria | definitivo |
| D        | Alberto Mantovani    | Parma     | definitivo |
| D        | Luciano Zecchini     | Milan     | definitivo |
| C        | Rosario Rampanti     | Napoli    | definitivo |
| C        | Raffaello Vernacchia | Atalanta  | definitivo |
| A        | Gianni Bui           | Milan     | definitivo |
| A        | Claudio Pellegrini   | Novara    | definitivo |

## Risultati

### Serie A

#### Girone di andata
| Arbitro: | Ciacci (Firenze) |

|                   |           |  |
| Pulici 51’ (rig.) | Marcatori |  |

| Arbitro: | Serafino (Roma) |

|               |           |              |
| Campanini 23’ | Marcatori | 75’ Graziani |

| Arbitro: | Menegali (Roma) |

|                         |           |  |
| Pulici 41’ Mascetti 46’ | Marcatori |  |

| Arbitro: | Michelotti (Parma) |

|              |           |  |
| Ferrante 20’ | Marcatori |  |

| Arbitro: | Moretto (San Donà di Piave) |

|              |           |               |
| Graziani 29’ | Marcatori | 49’ Garritano |

| Arbitro: | Prati (Parma) |

|                 |           |             |
| Pulici 29’, 49’ | Marcatori | 61’ Guerini |

| Arbitro: | Lattanzi (Roma) |

|             |           |                              |
| Landini 89’ | Marcatori | 10’ Graziani 56’, 70’ Pulici |

| Arbitro: | Serafino (Roma) |

|                |           |              |
| Zaccarelli 17’ | Marcatori | 44’ Chiarugi |

| Torino 8 dicembre 1974, ore 14:30 UTC+1 9ª giornata | Juventus            | 0 – 0 | Torino | Stadio Comunale (59.574 spett.)\| Arbitro: \| Menicucci (Firenze) \| |
| Arbitro:                                            | Menicucci (Firenze) |       |        |                                                                      |

| Arbitro: | Casarin (Milano) |

|                                 |           |                                |
| Graziani 66’ Martini 73’ (aut.) | Marcatori | 57’ Martini 78’ (aut.) Mozzini |

| Genova 23 dicembre 1974, ore 14:30 UTC+1 11ª giornata | Sampdoria          | 0 – 0 | Torino | Stadio Luigi Ferraris (19.169 spett.)\| Arbitro: \| Lazzaroni (Milano) \| |
| Arbitro:                                              | Lazzaroni (Milano) |       |        |                                                                           |

| Arbitro: | Vannucchi (Bologna) |

|                                       |           |            |
| Zaccarelli 9’ Graziani 30’ Pulici 49’ | Marcatori | 29’ Borghi |

| Arbitro: | Gialluisi (Barletta) |

|           |           |  |
| Massa 63’ | Marcatori |  |

| Arbitro: | Lattanzi (Roma) |

|                |           |  |
| Boninsegna 65’ | Marcatori |  |

| Arbitro: | Levrero (Genova) |

|              |           |  |
| Mascetti 47’ | Marcatori |  |

#### Girone di ritorno
| Arbitro: | Lazzaroni (Milano) |

|  |           |          |
|  | Marcatori | 33’ Sala |

| Arbitro: | Schena (Foggia) |

|              |           |  |
| Graziani 50’ | Marcatori |  |

| Arbitro: | Serafino (Roma) |

|            |           |              |
| Bordon 15’ | Marcatori | 37’ Graziani |

| Arbitro: | Lattanzi (Roma) |

|                      |           |             |
| Sala 61’ Agroppi 83’ | Marcatori | 89’ Longoni |

| Arbitro: | Gussoni (Tradate) |

|                               |           |              |
| Benatti 45’ (rig.) Traini 85’ | Marcatori | 17’ Graziani |

| Arbitro: | Michelotti (Parma) |

|                      |           |                        |
| Caso 65’ Casarsa 69’ | Marcatori | 78’ Pulici 83’ Mozzini |

| Arbitro: | Agnolin (Bassano del Grappa) |

|                      |           |                              |
| Pulici 12’, 56’, 50’ | Marcatori | 32’ Savoldi 74’, 83’ Landini |

| Arbitro: | Levrero (Genova) |

|                             |           |  |
| Gorin 7’ Agroppi 37’ (aut.) | Marcatori |  |

| Arbitro: | Ciacci (Firenze) |

|                                       |           |                         |
| Pulici 19’ (rig.), 71’ Zaccarelli 88’ | Marcatori | 34’ Bettega 83’ Capello |

| Arbitro: | Lazzaroni (Milano) |

|               |           |                                        |
| Chinaglia 58’ | Marcatori | 12’, 40’ Graziani 73’, 87’, 85’ Pulici |

| Arbitro: | Gussoni (Tradate) |

|              |           |                     |
| Graziani 17’ | Marcatori | 60’ (rig.) Maraschi |

| Varese 27 aprile 1975, ore 15:30 UTC+1 27ª giornata | Varese               | 0 – 0 | Torino | Stadio Franco Ossola (10.902 spett.)\| Arbitro: \| Barbaresco (Cormons) \| |
| Arbitro:                                            | Barbaresco (Cormons) |       |        |                                                                            |

| Arbitro: | Picasso (Chiavari) |

|            |           |             |
| Pulici 49’ | Marcatori | 64’ Braglia |

| Arbitro: | Lattanzi (Roma) |

|                               |           |                                     |
| Graziani 8’ Pulici 89’ (rig.) | Marcatori | 19’ Moro 53’ Mariani 82’ Boninsegna |

| Cagliari 18 maggio 1975, ore 16:00 UTC+1 30ª giornata | Cagliari             | 0 – 0 | Torino | Stadio Sant'Elia (16.427 spett.)\| Arbitro: \| Gialluisi (Barletta) \| |
| Arbitro:                                              | Gialluisi (Barletta) |       |        |                                                                        |

### Coppa Italia

#### Girone eliminatorio
| Arbitro: | Benedetti (Roma) |

|             |           |                  |
| Zazzaro 32’ | Marcatori | 9’, 13’ Graziani |

| Arbitro: | Casarin (Milano) |

|                                |           |  |
| Mascetti 11’ Pulici 25’ (rig.) | Marcatori |  |

| Arbitro: | Reggiani (Bologna) |

|  |           |            |
|  | Marcatori | 82’ Pulici |

| Arbitro: | Zanchetta (Treviso) |

|              |           |  |
| Graziani 60’ | Marcatori |  |

#### Girone semifinale
| Arbitro: | Michelotti (Parma) |

|                                        |           |  |
| Graziani 12’ Pulici 20’ Zaccarelli 66’ | Marcatori |  |

| Arbitro: | Lazzaroni (Milano) |

|                                             |           |                   |
| Graziani 36’ (aut.) Speggiorin 49’ Rosi 82’ | Marcatori | 57’ (rig.) Pulici |

| Arbitro: | Casarin (Milano) |

|                    |           |           |
| Quadri 7’ Sala 40’ | Marcatori | 18’ Massa |

| Roma 15 giugno 1975, ore 21:00 UTC+2 4ª giornata | Roma                 | 0 – 0 | Torino | Stadio Olimpico (12.997 spett.)\| Arbitro: \| Gialluisi (Barletta) \| |
| Arbitro:                                         | Gialluisi (Barletta) |       |        |                                                                       |

| Arbitro: | Panzino (Catanzaro) |

|             |           |  |
| Mozzini 82’ | Marcatori |  |

| Arbitro: | Reggiani (Bologna) |

|               |           |  |
| Ferradini 60’ | Marcatori |  |

### Coppa UEFA

#### Primo turno
| Arbitro: | Wurtz |

|            |           |          |
| Pulici 27’ | Marcatori | 56’ Zewe |

| Arbitro: | Geluck |

|                                         |           |             |
| Zimmermann 10’ Seel 20’ Geye 72’ (rig.) | Marcatori | 19’ Agroppi |

## Statistiche

### Statistiche di squadra
| Competizione | Punti | In casa | In casa | In casa | In casa | In casa | In casa | In trasferta | In trasferta | In trasferta | In trasferta | In trasferta | In trasferta | Totale | Totale | Totale | Totale | Totale | Totale | DR  |
| Competizione | Punti | G       | V       | N       | P       | Gf      | Gs      | G            | V            | N            | P            | Gf           | Gs           | G      | V      | N      | P      | Gf     | Gs     | DR  |
| ------------ | ----- | ------- | ------- | ------- | ------- | ------- | ------- | ------------ | ------------ | ------------ | ------------ | ------------ | ------------ | ------ | ------ | ------ | ------ | ------ | ------ | --- |
| Serie A      | 35    | 15      | 8       | 6       | 1       | 26      | 17      | 15           | 3            | 7            | 5            | 14           | 13           | 30     | 11     | 13     | 6      | 40     | 30     | +10 |
| Coppa Italia | -     | 5       | 5       | 0       | 0       | 9       | 1       | 5            | 2            | 1            | 2            | 4            | 5            | 10     | 7      | 1      | 2      | 13     | 6      | +7  |
| Coppa UEFA   | -     | 1       | 0       | 1       | 0       | 1       | 1       | 1            | 0            | 0            | 1            | 1            | 3            | 2      | 0      | 1      | 1      | 2      | 4      | -2  |
| Totale       | -     | 21      | 13      | 7       | 1       | 36      | 19      | 21           | 5            | 8            | 8            | 19           | 21           | 42     | 18     | 15     | 9      | 55     | 40     | +15 |

### Statistiche dei giocatori
| Giocatore      | Serie A  | Serie A | Serie A     | Serie A    | Coppa Italia | Coppa Italia | Coppa Italia | Coppa Italia | Coppa UEFA | Coppa UEFA | Coppa UEFA  | Coppa UEFA | Totale   | Totale | Totale      | Totale     |
| Giocatore      | Presenze | Reti    | Ammonizioni | Espulsioni | Presenze     | Reti         | Ammonizioni  | Espulsioni   | Presenze   | Reti       | Ammonizioni | Espulsioni | Presenze | Reti   | Ammonizioni | Espulsioni |
| -------------- | -------- | ------- | ----------- | ---------- | ------------ | ------------ | ------------ | ------------ | ---------- | ---------- | ----------- | ---------- | -------- | ------ | ----------- | ---------- |
| A. Agroppi     | 24       | 1       | ?           | ?          | 6            | 0            | ?            | ?            | 2          | 1          | ?           | ?          | 32       | 2      | ?           | ?          |
| V. Callioni    | 16       | 0       | ?           | ?          | 5            | 0            | ?            | ?            | 1          | 0          | ?           | ?          | 22       | 0      | ?           | ?          |
| L. Castellini  | 24       | -23     | ?           | ?          | 10           | -6           | ?            | ?            | 2          | -4         | ?           | ?          | 36       | -33    | ?           | ?          |
| A. Cereser     | 27       | 0       | ?           | ?          | 10           | 0            | ?            | ?            | 2          | 0          | ?           | ?          | 39       | 0      | ?           | ?          |
| G. Ferrini     | 17       | 0       | ?           | ?          | 7            | 0            | ?            | ?            | 2          | 0          | ?           | ?          | 26       | 0      | ?           | ?          |
| F. Graziani    | 30       | 12      | ?           | ?          | 10           | 4            | ?            | ?            | 2          | 0          | ?           | ?          | 42       | 16     | ?           | ?          |
| M. Lombardo    | 21       | 0       | ?           | ?          | 8            | 0            | ?            | ?            | 2          | 0          | ?           | ?          | 31       | 0      | ?           | ?          |
| G. Manfredi    | 2        | -2      | ?           | ?          | 0            | -0           | 0            | 0            | 0          | -0         | 0           | 0          | 2        | -2     | 0+          | 0+         |
| E. Mascetti    | 24       | 2       | ?           | ?          | 10           | 1            | ?            | ?            | 2          | 0          | ?           | ?          | 36       | 3      | ?           | ?          |
| R. Mozzini     | 24       | 1       | ?           | ?          | 7            | 1            | ?            | ?            | 0          | 0          | 0           | 0          | 31       | 2      | 0+          | 0+         |
| G. Pallavicini | 2        | 0       | ?           | ?          | 0            | 0            | 0            | 0            | 0          | 0          | 0           | 0          | 2        | 0      | 0+          | 0+         |
| A. Pigino      | 6        | -5      | ?           | ?          | 0            | -0           | 0            | 0            | 0          | -0         | 0           | 0          | 6        | -5     | 0+          | 0+         |
| P. Pulici      | 23       | 18      | ?           | ?          | 5            | 4            | ?            | ?            | 1          | 1          | ?           | ?          | 29       | 23     | ?           | ?          |
| G. Quadri      | 0        | 0       | 0           | 0          | 5            | 1            | ?            | ?            | 1          | 0          | ?           | ?          | 6        | 1      | 0+          | 0+         |
| G. Roccotelli  | 2        | 0       | ?           | ?          | 6            | 0            | ?            | ?            | 1          | 0          | ?           | ?          | 9        | 0      | ?           | ?          |
| F. Rossi       | 6        | 0       | ?           | ?          | 3            | 0            | ?            | ?            | 1          | 0          | ?           | ?          | 10       | 0      | ?           | ?          |
| C. Sala        | 29       | 2       | ?           | ?          | 7            | 1            | ?            | ?            | 0          | 0          | 0           | 0          | 36       | 3      | 0+          | 0+         |
| R. Salvadori   | 24       | 0       | ?           | ?          | 9            | 0            | ?            | ?            | 2          | 0          | ?           | ?          | 35       | 0      | ?           | ?          |
| N. Santin      | 24       | 0       | ?           | ?          | 7            | 0            | ?            | ?            | 2          | 0          | ?           | ?          | 33       | 0      | ?           | ?          |
| R. Zaccarelli  | 27       | 3       | ?           | ?          | 9            | 1            | ?            | ?            | 1          | 0          | ?           | ?          | 37       | 4      | ?           | ?          |

## Giovanili

### Piazzamenti
- Primavera:
  - Campionato:
  - Coppa Italia:
- Berretti:
  - Campionato: Vincitore